# Diazepam
Diazepam, lần đầu tiên đưa thị trường với tên gọi Valium, là một loại thuốc của dòng benzodiazepine, thuốc thường tạo ra một tác dụng an thần. Nó thường được sử dụng để điều trị một loạt các điều kiện bệnh lý bao gồm lo âu, hội chứng cai rượu, hội chứng cai benzodiazepine, co thắt cơ, co giật, rối loạn giấc ngủ, và hội chứng chân rung liên tục. Nó cũng có thể được sử dụng để gây mất trí nhớ trong một số thủ thuật y tế. Thuốc có thể được dùng qua đường uống, đưa vào trực tràng, tiêm bắp, hoặc tiêm  tĩnh mạch. Khi đưa vào tĩnh mạch, tác dụng bắt đầu vào khoảng năm phút và kéo dài tới một giờ. Bằng đường uống, thuốc có thể mất 40 phút để bắt đầu tác dụng.
Tác dụng phụ thường gặp bao gồm buồn ngủ và khả năng phối hợp bị ảnh hưởng. Các tác dụng phụ nghiêm trọng là rất hiếm bao gồm tự sát, giảm nhịp thở, và tăng nguy cơ co giật nếu sử dụng quá thường xuyên ở những người có bệnh động kinh.. Đôi khi phấn khích hoặc kích động có thể xảy ra. Sử dụng lâu dài có thể dẫn đến sự tăng liều dùng, sự phụ thuộc, và các triệu chứng vật vã khi giảm liều. Dừng đột ngột sau khi sử dụng lâu dài có thể gây nguy hiểm. Sau khi dừng lại, các vấn đề về nhận thức có thể tồn tại trong sáu tháng hoặc lâu hơn. Sản phẩm không dùng khi mang thai hoặc cho con bú. Cơ chế hoạt động của nó là bằng cách tăng tác dụng của chất truyền thần kinh gamma-Aminobutyric acid (GABA).
Diazepam lần đầu tiên được Leo Sternbach tổng hợp, và lần đầu tiên được Hoffmann-La Roche sản xuất. Nó đã là một trong những loại thuốc thường được kê đơn nhất trên thế giới kể từ khi ra mắt vào năm 1963. Tại Hoa Kỳ nó là thuốc có số lượng bán cao nhất từ năm 1968 đến năm 1982, bán được hơn hai tỷ viên chỉ riêng năm 1978. Năm 1985, thời hạn bằng sáng chế kết thúc, và hiện nay có hơn 500 thương hiệu có sẵn trên thị trường. Diazepam được Tổ chức Y tế thế giới đưa vào Danh sách các thuốc thiết yếu của WHO, gồm các thuốc có hiệu quả và an toàn nhất cần thiết trong một hệ thống y tế. Giá bán buôn trong thế giới đang phát triển là khoảng 0,01 USD cho mỗi liều như năm 2014. Tại Hoa Kỳ nó là khoảng 0,40 USD cho mỗi liều.